# David Soyer
David Seth Soyer (* 24. Februar 1923 in Philadelphia; † 25. Februar 2010 in New York) war ein US-amerikanischer Cellist und Musikpädagoge. 
Soyer begann mit acht Jahren Klavier zu spielen und hatte ab dem elften Lebensjahr Cellounterricht. Zu seinen Lehrern zählten Emmet Sargent, Joseph Emonts, Diran Alexanian und Emanuel Feuermann. Er debütierte als Cellist 1942 mit dem Philadelphia Orchestra unter Eugene Ormandy und spielte während des Zweiten Weltkrieges Euphonium in einer Band der US Navy. Nach dem Krieg trat er u. a. mit dem NBC Symphony Orchestra unter Arturo Toscanini auf, wo er wichtige Anregungen von dessen erstem Cellisten Frank Miller erhielt, war Mitglied der Bach Aria Group und spielte Cello in vier Streichquartetten (darunter dem von Daniel Guilet) sowie dem New Music Quartet (mit Broadus Erle, Matthew Raimondi und Walter Trampler). Daneben wirkte er an mehreren Alben Frank Sinatras, an Billie Holidays Lady in Satin und an Joan Baez’ Version von Heitor Villa-Lobos’ Bachiana Brasileira No 5 mit.
1961 kam er auf Anregung von Rudolf Serkin und Felix Galimir zu der von Serkin und Adolf Busch in Marlboro/Vermont gegründeten Sommerschule, der er über Jahrzehnte verbunden blieb. Er lernte hier 1962 Pablo Casals kennen, der sein Mentor wurde, und gründete mit den Geigern Arnold Steinhardt und John Dalley und dem Bratschisten Michael Tree das Guarneri String Quartet. Diesem gehörte er bis 2001 an. In diesem Jahr übergab er bei einem Konzert in der Carnegie Hall seinen Platz seinem Schüler Peter Wiley. 2009 trat er mit dem Quartett zum letzten Mal in Schuberts Streichquintett auf.
Neben seiner Tätigkeit bei den Sommerkursen in Marlboro unterrichtete Soyer auch am Curtis Institute, der Manhattan School of Music und der Juilliard School sowie an der University of Maryland.